# یابوچوو
یابوچوو (به صربی: Jabučevo) یک منطقهٔ مسکونی در صربستان است که در پروکوپلیه واقع شده است. یابوچوو ۲۲ نفر جمعیت دارد.